# LOFAR

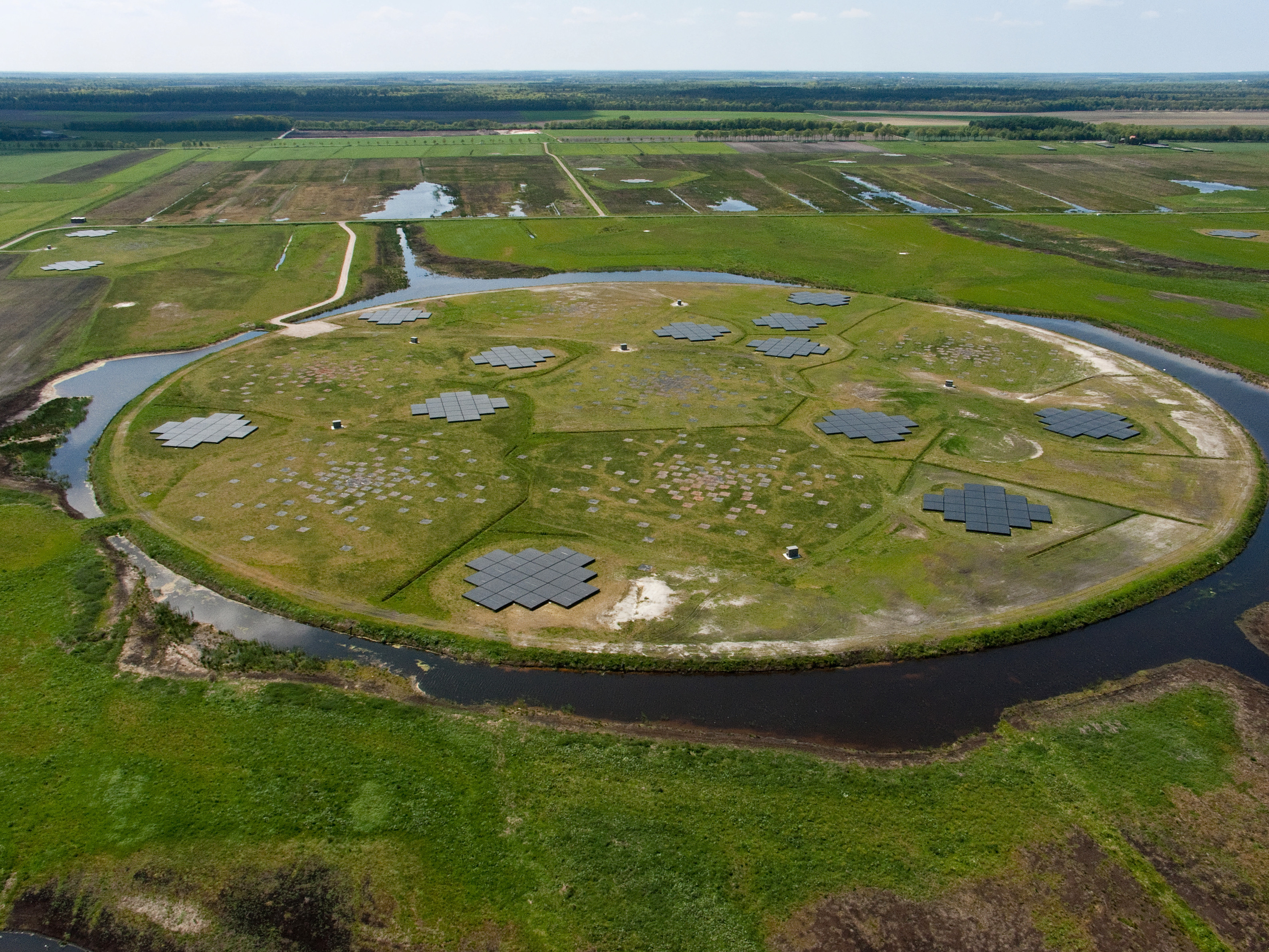
LOFAR-kärnan i Nederländerna.

LOFAR (LOw Frequency ARray) är ett pågående europeiskt projekt som planeras bli världens största radioteleskop. Det har för avsikt att möjliggöra iakttagelsen, med en känslighet utan tidigare motstycke, av radiovågor mellan 10 och 250 MHz.
Projektet kommer att samla flera tusen samordnade antenner uppdelade mellan observatorium i Nederländerna, Tyskland, Frankrike, Storbritannien och Sverige. Signalerna kommer att kombineras och analyseras med hjälp av en Blue Gene/P-superdator i Groningen (Nederländerna). 

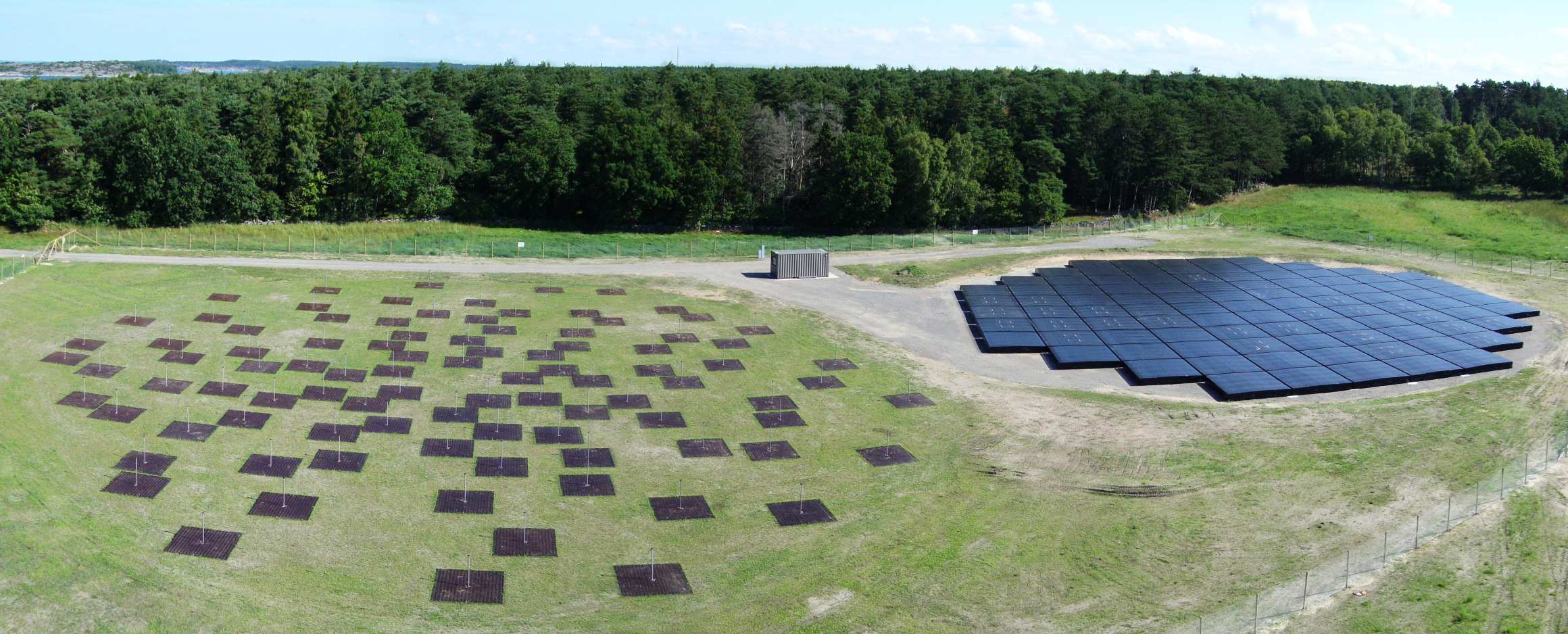
LOFAR-station vid Onsala rymdobservatorium, Halland, Sverige.

Det deltagande observatoriet i Sverige är Onsala rymdobservatorium. Den svenska LOFAR-stationen finns i Onsala. Den består av 192 antenner och invigdes i september 2011.
Ett av LOFAR:s viktigaste vetenskapliga projekt är att söka spår efter återjoniseringens tidsålder. Denna viktiga fasövergång ska ha skett då de första stjärnor och galaxer bildades och väntas lämna i strålning från moln av neutralt väte från det tidiga universum.